# Partit Nacional Turcman Iraquià
Partit Nacional Turcman Iraquià ("Irak Milli Türkmen Partisi") és una organització política turcmana de l'Iraq, membre del Front Turcman Iraquià, filoturc. Fou fundat per intel·lectuals turcmans (entre altres, Muzaffer Arslan, després conseller d'afers turcmans del president de l'Iraq Jalal Talabani) l'11 de novembre de 1988 i establert a Turquia el 1990. Des del 15 d'agost de 1991 el partit va publicar la revista "Doguş" (Emergència). Es va presentar a la conferència de Beirut de 1991 com enemic del règim; el partit va operar al Kurdistan Iraquià al nord del paral·lel 32, únic lloc on ho podia fer legalment. El seu líder era Jamal Muhammad Şan, al que van seguir després Mozfir Erslan i altres oficials com Mustafa Kamal Yayiji, Yashar Imam Oghlu, Hassan Uzman, Ziad Cawtharlo, i Baha al-Din Turkmen Oghlu. El 1995 va ser un dels fundadors del Front Turcman Iraquià. El seu president des de 2001 és San'an Ahmad Agha. Jamal Muhammad Şan i Abbas Beyatlı, apareixen el 2009 com a secretari i vice secretari d'un desconegut Partit Nacional Distant Turcman que seria una escissió del partit vers 2008.
La bandera del partit és blanca amb l'emblema al centre. L'emblema inclou una "tamga" i mitja lluna.